# JWM
JWM (Joe' Window Manager) es un gestor de ventanas para el X Window System escrito por Joe Wingbermuehle. Está escrito en C y tan solo requiere Xlib. Aunque se le pueden añadir las siguientes opciones en tiempo de compilación:
- Iconos PNG, JPG y/o XPM
- Xft
- Xinerama
- FriBidi
- La extensión Shape del X Window System

Compilable a partir de su código fuente tanto en 32 como en 64 bits, es muy liviano y rápido, ideal para sistemas portables donde se vaya a utilizar en hardware diverso incluidas máquinas antiguas con pocos recursos.
JWM es el gestor de ventanas predeterminado de Damn Small Linux y lo utilizan también otras distribuciones ligeras como Puppy Linux, SliTaz GNU/Linux, 4MLinux  o AntiX.

## Utilidades extra
JWMdesk: es un interface simple para una gestión del entorno de escritorio de JWM (desarrollado por radky)
http://www.murga-linux.com/puppy/viewtopic.php?t=101460&start=45
jwm_config: es una utilidad desarrollada por Zigbert
http://murga-linux.com/puppy/viewtopic.php?p=794783